# Levate
Levate (lombardul: Leàt) település Olaszországban, Lombardia régióban, Bergamo megyében. Lakosainak száma 3715 fő (2023. január 1.). Levate Stezzano, Osio Sopra, Dalmine, Osio Sotto, Comun Nuovo, Verdellino és Verdello községekkel határos.

## Népesség
A település lakossága az elmúlt években az alábbi módon változott:
| Lakosok száma | 3788 | 3780 | 3715 |
|               | 2017 | 2018 | 2023 |